# Cesare Emilio Gaslini
Cesare Emilio Gaslini (fl. XX secolo) è stato un regista italiano che è stato attivo negli anni 1950 nell'allora neonata Rai - Radiotelevisione italiana.
Fratello del musicista Giorgio Gaslini, è accreditato da IMDb principalmente di due lavori: gli sceneggiati televisivi Il marziano Filippo (1956) e Le avventure di Pinocchio (1959, come coregista). Ha diretto inoltre alcuni filmati pubblicitari per “Carosello”.